# Адамович Андрій Сергійович
Адамович Андрій Сергійович (біл. Адамовіч Андрэй Сяргеевіч; нар. 1984, Мінськ, БРСР, СРСР) — білоруський поет, прозаїк.

## Біографія
Закінчив факультет журналістики Білоруського державного університету у 2006 році. Працював в газеті «Віцьбічы».
Учасник міжнародних літературних фестивалів («Кіеўскія лаўры», «Вялікае княства паэзіі», «Вершы на асфальце» та інших). Твори перекладені литовською, польською, грузинською й багатьма іншими мовами.

## Премії
- Літературна премія «Дебют» за поезію «Дзень паэзіі смерці дзень» (2013)[3].
- Третє місце Літературної премії імені Єжи Ґедройця за оповідання «Таўсціла і лешч» (2016)[4].
- Друге місце Літературної премії імені Єжи Ґедройця за книгу «Песня пра Цімура» (2020)[5].